# Benjamín Cardona
Benjamín Eugenio Cardona Gordillo (La Unión, Valle del Cauca, 17 de julio de 1957)  es un exfutbolista colombiano que nació en La Unión, que jugó como delantero y se destacó en el Deportivo Pereira. 

## Trayectoria
Benjamín empezó en las divisiones inferiores del Deportivo Pereira, club del cual se considera hincha, y con el que debutó como profesional en 1977.

## Participaciones en Juegos Olímpicos
| Torneo                   | Sede  | Resultado    |
| ------------------------ | ----- | ------------ |
| Juegos Olímpicos de 1980 | Moscú | Primera fase |

## Deportivo Pereira
En su primera etapa en el equipo matecaña, se destacó por su gran remate y su buena gambeta. Además fue uno de los mejores jugadores de la época. En 1979, Cardona fue el goleador del Pereira cuando anotó la suma de 21 goles. En el Pereira, Benjamín fue uno de los mejores jugadores, tanto del equipo como del Campeonato Colombiano. Gracias a sus buenas actuaciones con el equipo del Eje cafetero, "El mincho", fue convocado a la selección Colombia para jugar en los Juegos Olímpicos de Moscú en 1980, donde fue titular con el combinado nacional. En Pereira, jugó hasta 1983, cuando se fue a jugar al Atlético Nacional. En su primera etapa en el Deportivo Pereira, fue un jugador muy destacado, siendo uno de los mejores delanteros del fútbol profesional Colombiano, siendo además uno de los máximos ídolos de la afición del cuadro matecaña, siendo además uno de los jugadores con más goles en la historia del club. 

## Nacional
En enero de 1984, el jugador del Valle del Cauca, llegó a la ciudad de Medellín. En el equipo verdolaga, no tuvo muchas oportunidades por lo que al final del año, decide regresar al equipo de sus amores; el Deportivo Pereira. 

## Vuelta al Pereira
En 1985, tras un año con pocos minutos, "Mincho" regresó al equipo en el que se formó, donde volvió a ser figura y goleador hasta su retiro en el año 1987. Así, Benjamín terminó su exitosa carrera en el equipo de la capital del departamento de Risaralda, donde es considerado uno de los máximos ídolos de la afición, además de ser uno de los mejores futbolistas que han jugado en el club matecaña. 